# Diaspidiotus elaeagni
Diaspidiotus elaeagni är en insektsart som först beskrevs av Borchsenius 1939.  Diaspidiotus elaeagni ingår i släktet Diaspidiotus och familjen pansarsköldlöss. Inga underarter finns listade i Catalogue of Life.